# Niebieski szlak spacerowy Kielce, ul. Zamkowa – Stadion Leśny
 Niebieski szlak spacerowy Kielce, ul. Zamkowa – Stadion Leśny – szlak turystyczny w Kielcach.

## Przebieg szlaku
| Odległość | Atrakcje | Punkt                                | Skrzyżowania szlaków                                                |
| --------- | -------- | ------------------------------------ | ------------------------------------------------------------------- |
| 0,0 km    |          | ul. Zamkowa                          | Szlak miejski w Kielcach Kielce, ul. Zamkowa – Bukówka              |
|           |          | park miejski                         |                                                                     |
|           |          | Skwer Harcerski im. Szarych Szeregów | Szlak miejski w Kielcach                                            |
|           |          | ul. Gagarina                         | Szlak miejski w Kielcach Kielce, ul. Zamkowa – Bukówka              |
|           |          | al. Legionów                         |                                                                     |
|           |          | ul. Szczepaniaka                     | Kielce, ul. Szczepaniaka – Pierścienica                             |
|           |          | al. Na Stadion, wyciąg narciarski    | Kielce, ul. Szczepaniaka – Pierścienica Szlak spacerowy wokół Kielc |